# José Luis Santamaría Buitrago
José Luis Santamaría Buitrago (Madrid, Comunidad de Madrid, España, 14 de enero de 1973) es un exfutbolista español. Jugaba de defensa central y de lateral derecho. Se formó en la cantera del Real Madrid, pero toda su carrera profesional transcurrió en el Real Valladolid, equipo con el que debutó en primera, y con el que se retiró, tras 8 años en la primera plantilla del equipo pucelano . Después de retirarse del mundo del fútbol, ha trabajado como coordinador de las categorías inferiores del  CUC Villalba y como entrenador del Alevín A de Las Rozas CF. 

## Trayectoria
- Cantera Real Madrid
- 1993-95 Real Madrid B
- 1995-03 Real Valladolid